# مارگارت پترسون هدیکس
مارگارت پترسون هدیکس (به انگلیسی: Margaret Peterson Haddix)، نویسندهٔ مشهور آمریکایی، متولد نهم آوریل ۱۹۶۴ در شهر واشینگتن کورت هاوسِ ایالت اوهایو است.
پدر هدیکس، کشاورز بود و غلات کشت می‌کرد. او در مزرعهٔ پدری متولد شد و دوران کودکی خود را در زادگاهش گذراند.
پس از گذراندن دوران کودکی و نوجوانی، وارد دانشگاه میامی شد و در رشتهٔ خبرنگاری و داستان‌نویسی تحصیل کرد. او در روزنامه‌های شهر فورت وین، ایندیانا به عنوان خبرنگار و دبیر فعالیت کرد. هدیکس از سال ۱۹۹۵ فعالیت خود در زمینهٔ نویسندگی برای کودکان و نوجوانان را آغاز کرد. نخستین اثر او با عنوان «فرار از زمان» منتشر شد. این نویسنده پس از استقبال از کتابش، در کنار اشتغال در روزنامه‌های مختلف، به نوشتن ادامه داد و تاکنون ۳۲ اثر از او منتشر شده که بیش از نیمی از آن‌ها برای نوجوانان بوده‌است. شهرت هدیکس، به خاطر مجموعه «فقدان» (The Missing series) و «بچه‌های سایه وار» (Shadow Children sequence) است.
مارگارت هدیکس هم‌اکنون به همراه همسر و دو فرزندش، در شهر کولومبوس ایالت اوهایو زندگی می‌کند.
چندین کتاب از این نویسنده به فارسی ترجمه و منتشر شده است.

## آثار
- (۱۹۹۵) - «فرار از زمان» (Running Out of Time) (ترجمه به فارسی در سال ۱۳۸۰)
- (۱۹۹۶) - «خانم دانفری جرئت نداری این رو بخونی» (Don't You Dare Read This, Mrs. Dunphrey)
- (۱۹۹۷) - «ترک فیشرها» (Leaving Fishers)
- (۱۹۹۹) - «فقط الا» (Just Ella)
- (۲۰۰۱) - «تغییر» (Turnabout)
- (۲۰۰۱) - «دختری با ۵۰۰ اسم دوم» (The Girl With 500 Middle Names)
- (۲۰۰۱) - «فرازها و فرودها» (Takeoffs and Landings)
- (۲۰۰۲) - «به خاطر آنیا» (Because of Anya)
- (۲۰۰۳) - «فرار از خاطرات» (Escape from Memory)
- (۲۰۰۴) - «بگو چی» (Say What)
- (۲۰۰۴) - «حانه‌ای بر روی خلیج» (The House on the Gulf)
- (۲۰۰۵) - «هویت دوگانه» (Double Identity)
- (۲۰۰۷) - «دکستر ظالم» (Double Identity)
- (۲۰۰۷) - «شورش» (Uprising)
- (۲۰۰۸) - «قصر آینه‌ها» (Palace of Mirrors)
- (۲۰۰۹) - «ادعای شهرت» (Claim to Fame)
- (۲۰۱۰) - «گذرگاه آهنین» ((جلد دهم مجموعه ۳۹ سرنخ)Into the Gauntlet)
- (۲۰۱۱) - «همیشه جنگ» (The Always War)
- (۲۰۱۲) - «تغییر دهنده بازی» (Game Changer)

«مجموعه بچه‌های سایه وار» (Shadow Children)
- (۱۹۹۸) - «در میان پنهان شدگان» (Among the Hidden)
- (۲۰۰۱) - «در میان ریاکاران» (Among the Impostors)
- (۲۰۰۲) - «در میان خائنین» (Among the Betrayed)
- (۲۰۰۳) - «در میان بارون‌ها» (Among the Barons)
- (۲۰۰۴) - «در میان شجاعان» (Among the Brave)
- (۲۰۰۵) - «درمیان دشمنان» (Among the Enemy)
- (۲۰۰۶) - «در میان رها شدگان» (Among the Free)

«مجموعه فقدان» (The Missing)
- (۲۰۰۸) - «پیدا شده» (Found)
- (۲۰۰۸) - «فرستاده» (Sent)
- (۲۰۱۰) - «کارشکنی» (Sabotaged)
- (۲۰۱۱) - «پاره شده» (Torn)
- (۲۰۱۲) - «گیر افتاده» (Caught)
- (۲۰۱۳) - «خطر کرده» (Risked)
- (۲۰۱۴) - «نمایان شده» (Revealed)
- (۲۰۱۵) - «رها شده» (Redeemed)